# Thomas Burn
Thomas Christopher Burn (sinh ngày 29 tháng 11 năm 1888 ở Berwick-upon-Tweed) là một cầu thủ bóng đá người Anh và thi đấu tại Thế vận hội Mùa hè 1912. Ông nằm trong đội hình Vương quốc Anh, giành được huy chương vàng môn bóng đá. Ông thi đấu cả ba trận trước Hungary, Phần Lan và Đan Mạch. Ông từng thi đấu cho London Caledonians F.C., cũng từng đá trong chuyến du đấu Nam Phi của English FA XI năm 1920.